# Montefrío
Montefrío je vesnice ve Španělsku. Nachází se v provincii Granada v autonomním společenství Andalusie asi 40 km severozápadně od Granady. Žije zde přibližně 5 300 obyvatel.
Počátky vesnice sahají do dob předrománského osídlení. V samotné vesnici se nachází několik středověkých památek. Jedná se především o zbytky hradu, který se stal při reconquistě Pyrenejského poloostrova poslední hranicí mezi oblastmi ovládanými muslimy a španělskými králi. Tento hrad se nachází na skalním ostrohu nad vsí společně s kostelem. Současně se zde také nachází kostel umístěný v budově někdejší islámské mešity a další pozoruhodnosti. V okolí vesnice jsou olivové plantáže.